# Scaptia milleri
Scaptia milleri är en tvåvingeart som beskrevs av M. Josephine Mackerras 1957. Scaptia milleri ingår i släktet Scaptia och familjen bromsar. Inga underarter finns listade i Catalogue of Life.